# Verbal Delirium
Verbal Delirium ist eine griechische Rockband aus Athen, die im Jahr 1999 gegründet wurde.

## Geschichte
Die Band wurde im Sommer 1999 von dem Keyboarder und Sänger John „Jargon“ Kosmidis und dem Bassisten Nik Michailidis gegründet. In der Folgezeit ereigneten sich um die beiden mehrfache Besetzungswechsel, ehe im Jahr 2005 der Gitarrist Giorgos Maniatis und der Schlagzeuger Lazaros Papanastasiou als feste Mitglieder hinzukamen. Im Jahr 2007 erschien ein erstes Demo unter dem Namen The Imprisoned Words of Fear. Danach veränderte sich die Besetzung der Band erneut, wodurch Nikitas Kissonas als neuer Gitarrist und Tolis Liapis als neuer Schlagzeuger hinzustießen. Im Januar und März 2009 nahm die Band ihr Debütalbum So Close and Yet So Far Away auf, das im November 2010 bei Musea Records veröffentlicht wurde. Nach den Aufnahmen hatte Liapis die Gruppe wieder verlassen und wurde durch Gregory „Enthralling Kernel G“ Pavlakos ersetzt. Im März 2011 kam zudem Anastasis Hamilakis als Keyboarder zur Band. Der Veröffentlichung folgten zudem diverse Auftritte, wie 2012 auf dem Eurock Marathon in Berlin. Im Februar 2013 erschien das zweite Album From the Small Hours of Weakness in Eigenveröffentlichung als Gratis-Download auf ihrer Bandcamp-Seite. Im September erschien die Digipak-Version des Albums, ehe man im Oktober auf dem ProgPower Europe spielte. Am 28. Oktober 2014 hielt die Band einen Auftritt auf dem britischen Summer’s End Festival ab, wonach sie am 8. Oktober als Vorgruppe für God Is an Astronaut in Athen spielte.

## Stil
Laut progarchives.com hat die Band sich anfangs noch dem Progressive- und Psychedelic-Rock der 1960er- und 1970er-Jahre gewidmet, ehe man kurze Zeit später modernere Elemente habe einfließen lassen. The Imprisoned Words of Fear biete noch komplexen Progressive- und Psychedelic-Rock der 1970er-Jahre mit großen Arrangements und komplexen Klangfolgen. Zudem arbeite man auch Einflüsse aus dem Metal und Jazz mit ein. Nach dem Demo habe man sich mehr dem Alternative Rock gewidmet. Laut Jeff B von seaoftranquility.org spielt die Band auf From the Small Hours of Weakness dunklen, melodischen und sehr emotionalen Progressive Rock, der außerdem innovativ und modern sei. Das Album biete eine Mischung aus alten und modernen Elementen des Genres, sodass Einflüsse von Bands wie King Crimson, Van der Graaf Generator, Porcupine Tree und Riverside nahelägen.

## Diskografie
- 2007: The Imprisoned Words of Fear (Demo, Eigenveröffentlichung)
- 2009: So Close and Yet So Far Away (Album, Musea Records)
- 2013: From the Small Hours of Weakness (Album, Eigenveröffentlichung)
- 2016: The Imprisoned Words of Fear (Album, Bad Elephant Music)
- 2022: Conundrum (Album, Bad Elephant Music)